# Ernesto Crespo

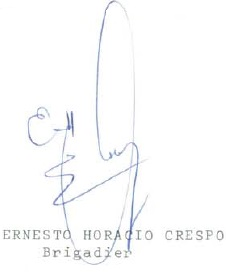
Assinatura do Brigadeiro Ernesto Horacio Crespo.

Ernesto Horacio Crespo (8 de dezembro de 1929 - 6 de março de 2019) foi um militar argentino que atingiu o posto de Brigadeiro, comando máximo da Força Aérea.

## Participação na Guerra das Malvinas
Durante o período compreendido entre os meses de abril e junho de 1982, na condição de chefe da Quarta Brigada Aérea da Força Aérea Argentina, foi responsável pela "Força Aérea do Sul" - organização militar destinada a controlar as unidades aéreas da Força Aérea Argentina que mais tarde participariam das hostilidades desencadeadas na Guerra das Malvinas.